# MAD Lions
MAD Lions是OverActive Media旗下的西班牙电子竞技戰隊。它的英雄联盟戰隊原名Splyce，参加過欧洲顶级联赛英雄聯盟歐洲冠軍聯賽（LEC）的比赛。它的二线英雄联盟戰隊参加過西班牙超级联赛，西班牙超级联赛的前三名都有资格參加欧洲大师赛。
2021年4月11日，MAD Lions在春季总决赛中横扫Rogue，赢得了他们的第一个LEC冠军。
2021年5月22日，MAD Lions在淘汰赛阶段以2:3的比分负于DK，未能晋级到最后的决赛。
在2021年LEC夏季赛中，MAD Lions先后战胜G2、Rogue、FNC，最终获得了夏季赛冠军，同时也以LEC一号种子的身份参加英雄联盟2021赛季全球总决赛，最终在淘汰赛中0-3负于DK，止步八强。
在英雄联盟2022赛季全球总决赛入围赛中，MAD Lions以0:3不敌北美LCS赛区三号种子EG，最终未能晋级S12正赛。
在英雄联盟2023赛季全球总决赛中，MAD Lions止步瑞士轮第四轮，未能进入之后的淘汰赛。
2024年1月，MAD和另外两家西班牙电竞俱乐部KOI和Movistar Riders进行合作，成为Movistar KOI电竞综合体，MAD Lions也因此更名为MAD Lions KOI，简称MDK。
在2024年LEC夏季赛中，MDK以第三名的成绩晋级英雄联盟2024赛季全球总决赛。2024年10月7日，在英雄联盟2024赛季全球总决赛瑞士轮第三轮比赛中MDK1-2不敌GAM，以0-3的战绩淘汰出局。